# 橘家圓玉
橘家 圓玉（たちばなや えんぎょく）は、落語家の名。過去に7、8人ほど確認されている。亭号はまちまち。
- 初代狂言亭圓玉 - 初代三遊亭圓生の門下で圓里から圓玉となった。後に「成駒屋駒八」の名で木戸芸者に転業する。
- 二代目狂言亭圓玉 - 後∶三遊亭圓坊
- 狂言亭圓玉 - 後∶三遊亭圓麗
- 三遊亭圓玉 - この間にも2人ほどいたようだがつまびらかでない
- 三遊亭圓玉 - 後∶三代目春風亭柳朝
- 三遊亭圓玉 - この間にも1人いた模様
- 橘家圓玉 - 本項にて詳述

橘家 圓玉（たちばなや えんぎょく、1866年7月3日 - 1921年3月6日）は、東京で活躍した落語家。本名∶岩出 源次郎。

## 経歴
初代柳亭左龍の門下で柳亭左伊龍、新派俳優木村武之祐の門下で鬼丸、明治30年代末に4代目橘家圓蔵の門下で橘家〆蔵、1907年ころに橘家圓太、1910年に橘家圓五郎で真打格、1912年に再度圓太、1915年に橘家圓玉（三遊亭圓玉とする史料もある）となった。
動物の物まねや橘家圓十郎（並木清太郎）との掛け合い噺を得意とした。
「紋三郎稲荷」は圓蔵に習い、2代目三遊亭円歌へ稽古を付けている。
墓所は台東区仏心寺。戒名は「遊行院笑楽信士」。